# جون د. كيلي
جون د. كيلي (بالإنجليزية: John D. Kelly)‏ هو جندي أمريكي، ولد في 8 يوليو 1928 في يونغزتاون في الولايات المتحدة، وتوفي في 28 مايو 1952 في كوريا في ممالك كوريا الثلاث.